# Theresia Kieslová
Theresia Kieslová (* 26. října 1963) je bývalá rakouská atletka, běžkyně, která se věnovala středním tratím.

## Sportovní kariéra
Při svém mezinárodním debutu v roce 1992 doběhla šestá v běhu na 1500 metrů na halovém mistrovství Evropy. Na olympiádě v Atlantě v roce 1996 vybojovala v této disciplíně bronzovou medaili. V roce 1998 se stala halovou mistryní Evropy v běhu na 1500 metrů. Závěr její kariéry pošramotil dopingový trest v roce 2006.